# Aaron J. Leupp
Aaron  J. Leupp es un empresario estadounidense conocido como  el fundador y CEO de PromoAffiliates, una agencia de marketing con sede en Los Ángeles.

## Biografía
Nacido en Los Ángeles, California, Leupp tiene un título de Asociado en Artes - AA en Negocios de Glendale Community College  (2007 - 2009). También estudió en la Universidad del Sur de California en Los Ángeles, donde trabajó como promotor del club nocturno Belasco night club.
Aaron Leupp es considerado un experto en el campo de la promoción y la publicidad después de trabajar con numerosas nuevas empresas para generar ingresos para él y para las empresas a través de promociones y códigos de cupones. Su movimiento hacia las promociones comenzó cuando comenzó a dirigir su propio evento en Belasco.
Leupp trabajó con Uber para aumentar el número de usuariosen el área de Los Ángeles a principios de 2013. Aplicó las mismas técnicas de promoción con un puñado de otras nuevas empresas durante el mismo período, incluidos Lyft y Postmates.
Después de sus éxitos promocionales con Uber y Postmates, Leupp fundó PromoAffiliates en 2013 para manejar todo su trabajo promocional. También amplió sus relaciones con varias de las principales marcas con sede en EE. UU., Incluida Drizly.